# Temporada 2014 da Australian Football League
A Temporada 2014 da Australian Football League foi a 118º edição da temporada de elite do futebol australiano. A competição teve a presença de 18 clubes. Com inicio em abril e término em setembro. Os campões foram o Hawthorn Football Club ao vencerem o Sydney Swans, na Grand Final.